# گوریوشینو
گوریوشینو (به لاتین: Goryushino) یک منطقهٔ مسکونی در روسیه است که در سرزمین آلتای واقع شده‌است.